# London Championships 1926
Die London Championships 1926 im Badminton fanden Anfang Januar 1926 im Logan Club in Earls Court in London statt. Mehrere Titelverteidiger des Vorjahres waren durch eine Tour der englischen Nationalmannschaft in Kanada verhindert. Kitty McKane, Vorjahressiegerin im Damendoppel, startete in der gleichen Zeit in Südafrika. Letzter Spieltag war der 2. Januar 1926.

## Finalresultate
| Disziplin    | Sieger                        | Finalist                          | Ergebnis           |
| ------------ | ----------------------------- | --------------------------------- | ------------------ |
| Herreneinzel | Frank Hodge                   | F. R. Seyd                        | 15-7, 15-11        |
| Dameneinzel  | Marjorie Barrett              | Dorothy Colpoys                   | 11-0, 11-4         |
| Herrendoppel | Frank Hodge Raoul du Roveray  |                                   |                    |
| Damendoppel  | Marjorie Barrett Violet Elton |                                   |                    |
| Mixed        | Raoul du Roveray A. M. Head   | P. D. MacFarlane Marjorie Barrett | 15-18, 17-14, 15-8 |

## Referenzen
- http://newspapers.nl.sg/Digitised/Article.aspx?articleid=singfreepressb19260108-1.2.8